# 光一幸
光一幸（英語：JWilliam Charles Quinn，1905年12月16日—1960年3月12日）是美國藉天主教主教。也是遣使会派往中国的一名传教士，江西省余江教区第五任主教。

## 生平
1905年12月16日，光一幸生於美國加利福尼亚州亚沙凡那。1931年10月11日在遣使會晉鐸。徐安庆主教选派其前往罗马天神大学研究教律。返回教区后，任主教秘书、账房、副主教。1940年5月28日，接替在1938年去世的高其志主教（Paul Bergan Misner），擔任中國江西省余江宗座代牧區正權主教。同年10月3日，接受正式祝聖主教典禮晉牧，由赣州代牧和若望主教主礼。
1946年4月11日，羅馬教廷宣佈在中國正式建立聖統制。余江代牧區升格為余江教區，光一幸得以升任為首任余江教區主教。1951年，余江縣人民政府在人民廣場召開萬人大會，控訴光一幸主教和另外二位美國籍神父司密斯及高樂福的罪行，並驅逐他們出境。教區主教之位一直從缺，直至1990年由接受秘密祝聖晉牧的曾景牧接任余江教區正權主教。
光一幸於1960年3月12日，在美國去世，享年54歲。